# آن بريانز
آن مارغريت براينز (29 أكتوبر 1909 - 21 أبريل 2004) خدمت في فصل المساعدات الطوعية المشتركة لجمعية الصليب الأحمر البريطاني. وترأست لجنة رعاية المستشفيات المشتركة ولجنة VAD من 1960-1989.

## النشأة
ولدت آن مارغريت جيلمور في إدنبره في 29 أكتوبر 1909، وهي الابنة الوحيدة لجون جيلمور.

## الحياة العائلية
في عام 1932 تزوجت من المقدم جون فرغس، نجل ابن القس رغينلد برايانز وكان للزوجين ابن واحد، وهو الملازم جون باتريك جيلمور براين (مواليد 1933).

## الحياة المهنية
انضمت إلى جمعية الصليب الأحمر البريطاني في أواخر عام 1920 وأصبحت عضوًا في هيئة التدريس عام 1938.
وأصبحت نائبًا لمفوض الصليب الأحمر البريطاني ومنظمة سانت جون، لجنة الشرق الأوسط، عام 1943، وكانت مفوضة من يناير إلى يونيو 1945 وكانت المرأة الوحيدة التي تم تعيينها مفوضة خلال الحرب العالمية الثانية.
وكانت نائبة رئيس اللجنة التنفيذية لجمعية الهلال الأحمر الباكستاني من 1953-1964، ونائب الرئيس، من 1964 إلى 1976.